# Unserer lieben Frau (Gefell)

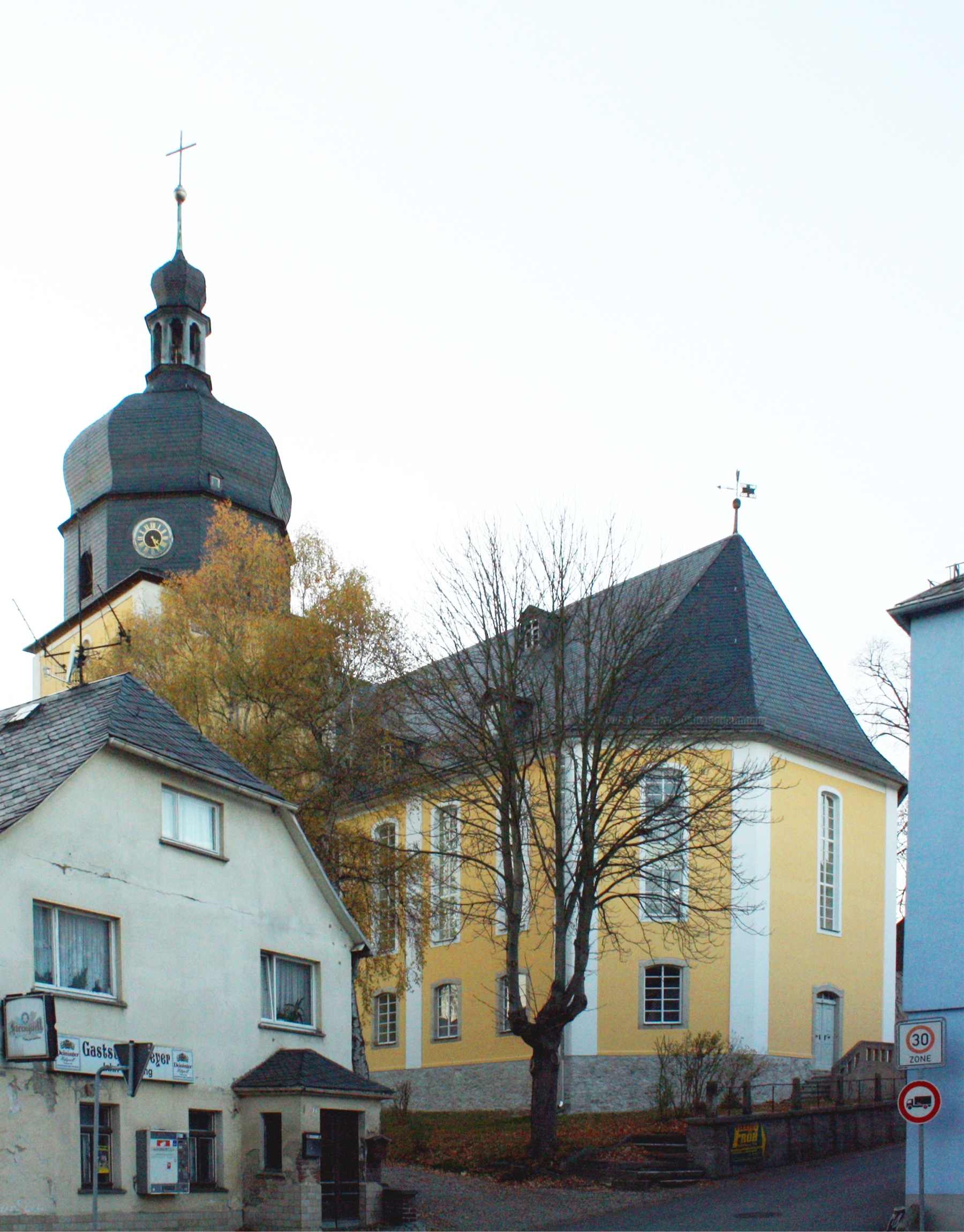
Kirche in Gefell

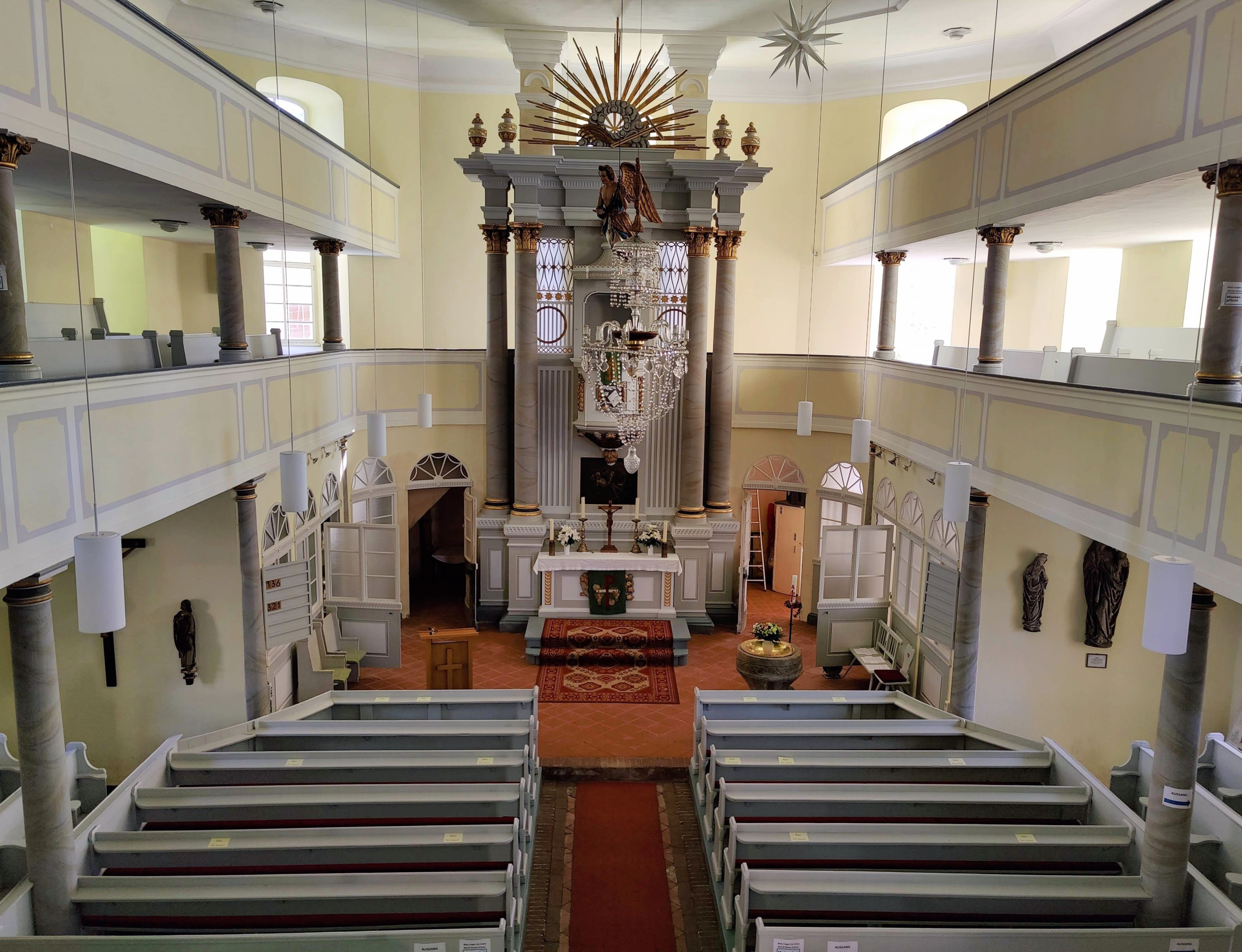
Innenraum

Die Stadtkirche Unserer lieben Frau ist das evangelische Gotteshaus der Stadt Gefell im Saale-Orla-Kreis in Thüringen.

## Lage
Die Kirche mit Friedhof liegt an einem nach Osten geneigten Hang am Südrand der Stadt Gefell in friedlicher Umgebung. Weiter südlich nach Häusern verläuft die Bundesstraße 2 von Leipzig nach Hof und weiter. Zum Kirchspiel gehören sechs Dörfer, darunter Dobareuth. 

## Geschichte
Die im Jahr 1303 erstmals urkundlich erwähnte Kirche wurde 1481 umgebaut und vergrößert. Nach einem Stadtbrand 1664–1670 repariert, wurde sie 1799 abgerissen. Ein an ihrer Stelle errichteter klassizistischer Neubau wurde 1864, 1922 und 1962 renoviert. Die Gemeinde, die bisher alle Baumaßnahmen aus eigenen Mitteln finanzierte, ließ auch Außenputz, Dach sowie Glockenturm reparieren. Die Schwammbekämpfung wurde mit finanziert.

## Orgel

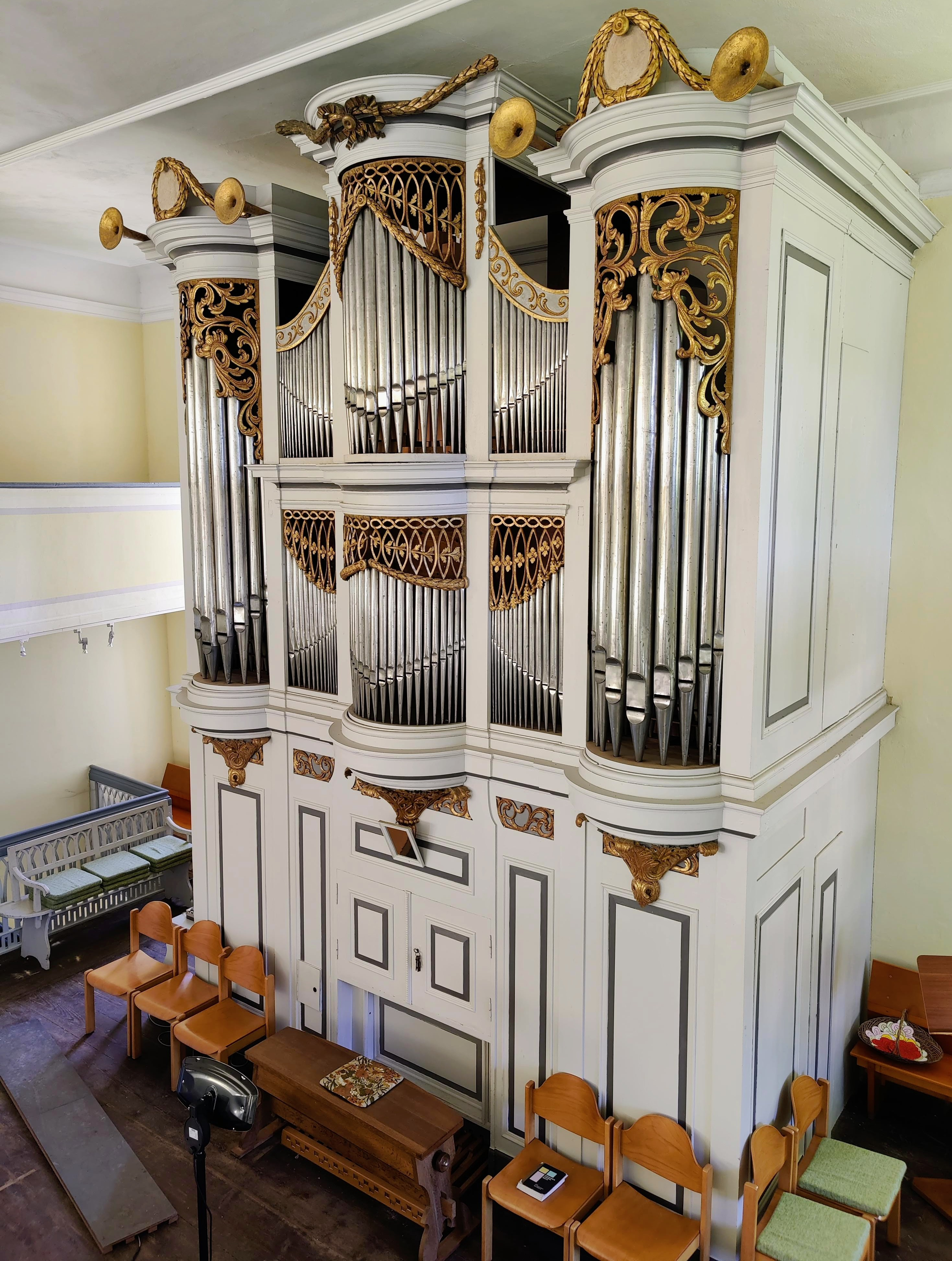
Die Trampeli-Orgel von 1807

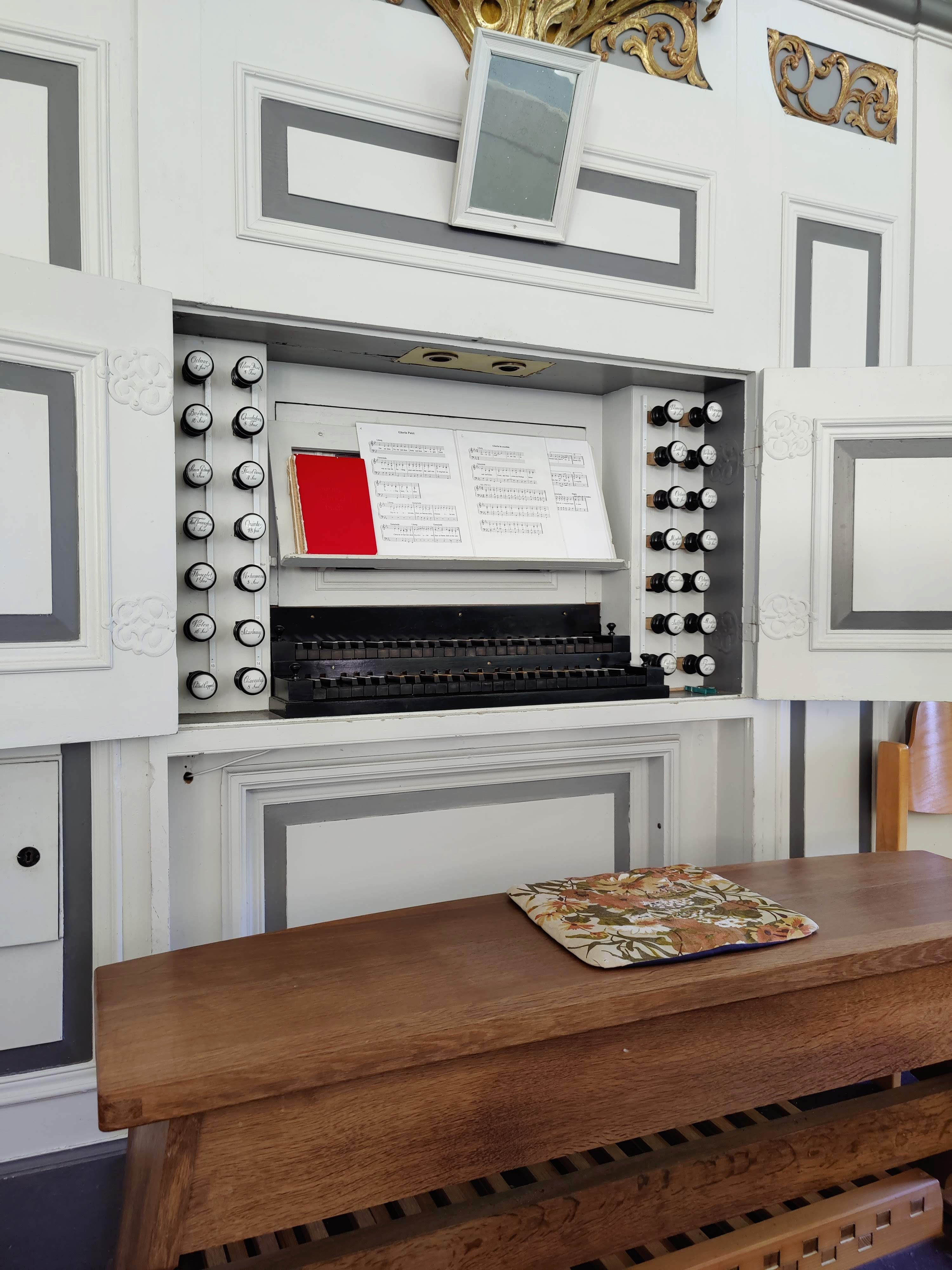
Spielschrank der Trampeli-Orgel

1807 erfolgte der Einbau der historischen Trampeli-Orgel, die von Johann Gottlob Trampeli zusammen mit Christian Wilhelm Trampeli gefertigt wurde. Restaurierungen fanden 1978 durch Hermann Lahmann, 1999 durch Rösel & Hercher Orgelbau und 2005 durch Orgelbau Waltershausen statt. Die Disposition (II/P/24) lautet:
| I Hauptwerk C–d3  |     |
| Bordun            | 16′ |
| Principal         | 8′  |
| Stark Gedackt     | 8′  |
| Viola di Gamba    | 8′  |
| Octave            | 4′  |
| Flaut Traversière | 4′  |
| Quinte            | 3′  |
| Octave            | 2′  |
| Flageolet         | 1′  |
| Cornet III        |     |
| Mixtur IV         | 1′  |
| Tremulant         |     |

| II Oberwerk C–d3 |            |
| Principal        | 8′ Diskant |
| Lieblich Gedackt | 8′         |
| Quintatön        | 8′         |
| Octave           | 4′         |
| Flaut Douce      | 4′         |
| Octave           | 2′         |
| Quinte           | 1 ⁄2′      |
| Mixtur III       | 1′         |
| Vox Humana       | 8′         |
| Tremulant        |            |

| Pedal C–c1   |     |
| Subbass      | 16′ |
| Violonbass   | 16′ |
| Oktavenbass  | 8′  |
| Posaunenbass | 16′ |

- Koppeln: II/I, I/P
- Temperatur: gleichstufig bei a1 = 491 Hz
- Traktur: Schleifladen, vollmechanisch
- Anmerkungen:

1. ↑  „Schwebung“ genannt